# جو داربي
جو داربي (بالإنجليزية: Joe Darby)‏ هو عسكري أمريكي، ولد في 1979 في كمبرلاند في الولايات المتحدة.